# NGC 22
NGC 22 je spirální galaxie vzdálená od nás zhruba 346 milionů světelných let v souhvězdí Pegase. Je to velice slabá galaxie, na její spatření bude pravděpodobně třeba dalekohled o průměru objektivu 16 palců (40,6 cm).[zdroj?]